# アルベール・ラヴィニャック
アレクサンドル・ジャン・アルベール・ラヴィニャック（Alexandre Jean Albert Lavignac, *1846年1月21日 パリ - †1916年5月28日 パリ）はフランスの音楽教育者・作曲家。

## 略歴
パリ音楽院においてアントワーヌ・フランソワ・マルモンテルとフランソワ・ブノワおよびアンブロワーズ・トマに師事し、後に自らも和声法の教師として母校の教壇に立った。主要な門人にヴァンサン・ダンディやガブリエル・ピエルネ、アメデー・ガストゥエ、フローラン・シュミット、フィリップ・ヤルナハらがいる。著作を通じて音楽理論家として名を遺した。
作曲家として広く知られているわけではないが、それでも8手のためのピアノ曲《ギャロップ行進曲（Galop Marche）》はたびたび演奏されている。
指揮者としても活動し、1864年3月に、わずか18歳で、ハルモニウムを弾きながらロッシーニの《小荘厳ミサ曲》の非公開初演を指揮した。

## 著作
ラヴィニャックは『音楽事典（フランス語: Encyclopédie de la Musique）』の編集者であった。また、リヒャルト・ワーグナーの楽劇を論じた著作集『バイロイト詣で（Le Voyage artistique à Bayreuth）』は比較的人気があり、ワーグナーのライトモティーフの分析が含まれている。
- 『聴音書き取りの理論と実践・完全篇』（Cours complet théoretique et pratique de dictée musicale） (1882年）
- 『足鍵盤の流儀』（École de la pédale） （1889年）
- 『音楽と音楽家』（La musique et les musiciens） （1895年、英訳版は1905年）
- 『バイロイト詣で』 （Le voyage artistique à Bayreuth） （1897年）
- 『音楽事典・音楽学校事典』 （Encyclopédie de la musique et dictionnaire du conservatoire） （編纂：1913年以降）

要約された著作『音楽と音楽家（La Musique et les Musiciens）』は、楽曲構成法や楽曲素材についての概論であり、作曲者の歿後も重版を続けた。同書の中でラヴィニャックは、楽器ごとや調性ごとの細かい特徴について、かつてエクトル・ベルリオーズがしたような方法で色分けしている。
- ロ長調：活気
- ホ長調：晴れやかさ・温もり・愉しさ
- イ長調：率直さ・朗々たる響き
- ニ長調：悦ばしさ・輝かしさ・鋭敏さ
- ト長調：田舎風・陽気さ
- ハ長調：単純・素朴・平凡さ
- ヘ長調：牧歌風・質朴さ
- 変ロ長調：高雅・優美
- 変ホ長調：豪胆さ・勇猛さ
- 変イ長調：穏やかさ・慰撫、または尊大さ
- 変ニ長調：魅力・甘美さ・透明感
- 変ト長調：穏和・静けさ
- 嬰ト短調：厳粛さ
- 嬰ハ短調：非情さ・悲惨さ・甚だしい陰鬱さ
- 嬰ヘ短調：荒々しさ、または軽妙さ・霊妙さ
- ロ短調：野性味、気魄のある厳粛さ
- ホ短調：悲しみ、焦り
- イ短調：単純・素朴・悲しさ・質朴さ
- ニ短調：真面目さ・激しさ
- ト短調：憂鬱・内気
- ハ短調：憂鬱・ドラマ・凶暴性
- ヘ短調：陰気・不機嫌・エネルギー
- 変ロ短調：弔い・神秘
- 変ホ短調：深い悲しみ

## 参考資料
- Gail Smith, "Keys and colors: is there a connection?"

## 註記
1. ↑  「トロンボーンの音色は、性質上、壮麗で印象的である。オーケストラ全体を支配したり、超人的な力という印象を引き起こしたりするには、充分に強烈な音色であって（中略）、恐ろしげだとか哀しげであるとか、あるいは意気沮喪であるとかといった印象にもなりうるし、あるいはオルガンのような落ち着きを感じさせることもできる。（中略）トロンボーンは、高遠で劇的な表現力を秘めた華やかな楽器なのであり、ここぞという場面のためにとっておかねばならない。」